# August Wilkoński
August Wilkoński ps. Au-Wi (ur. 28 sierpnia 1805 w Kąkolewie koło Leszna, zm. 4 lutego 1852 w Siekierkach koło Swarzędza) – prozaik, satyryk, krytyk literacki, uczestnik powstania listopadowego.

## Życiorys
Urodził się jako syn Marianny Borzęckiej i Franciszka Wilkońskiego herbu Odrowąż.
W młodości brał udział w powstaniu listopadowym. Walczył w bitwach pod Iganiami, Grochowem, Ostrołęką i na Woli.
W 1832 skazany na 12 lat twierdzy za zabicie oficera pruskiego w pojedynku, po uwolnieniu w 1836 przeniósł się z zaboru pruskiego do rosyjskiego. Od 1840 mieszkał w Warszawie. W latach 1848–1850 więziony za działalność patriotyczną. W 1851 został wydalony z Królestwa Polskiego i osiadł w Poznańskiem.
Był prezesem honorowym grupy literatów warszawskich zwanej Cechem Głupców, która ukształtowała się 1844-1845 w salonie Wilkońskich przy ówczesnej ul. Nowosenatorskiej (obecnie J. Moliera) i rozpadła w wyniku aresztowań w 1846. Pełnił funkcję redaktora almanachu tej grupy Dzwon Literacki. Współpracował z Dziennikiem Warszawskim.
Wilkoński jest zaliczany do najlepszych polskich humorystów głównie dzięki zbiorowi Ramoty i ramotki literackie (druk w Bibliotece Warszawskiej 1841-1845 i w Dzwonie Literackim 1846, wydanie 1. tom 1-4, 1845-1846, wydanie 2. poszerzone tom 1-5, 1862, wybór 1950).
August Wilkoński był mężem Pauliny Wilkońskiej.
Jest patronem ulicy na warszawskich Bielanach od 1961 oraz w Lesznie, a oboje małżonkowie ulicy w Swarzędzu.